# Ormiophasia causeyi
Ormiophasia causeyi là một loài ruồi trong họ Tachinidae.